# Аррье, Фюлькран Жан
Фюлькран Жан Аррье (фр. Fulchran Jean Harriet; 1776 (1778), Париж — 9 сентября 1805, Рим) — французский художник.

## Биография

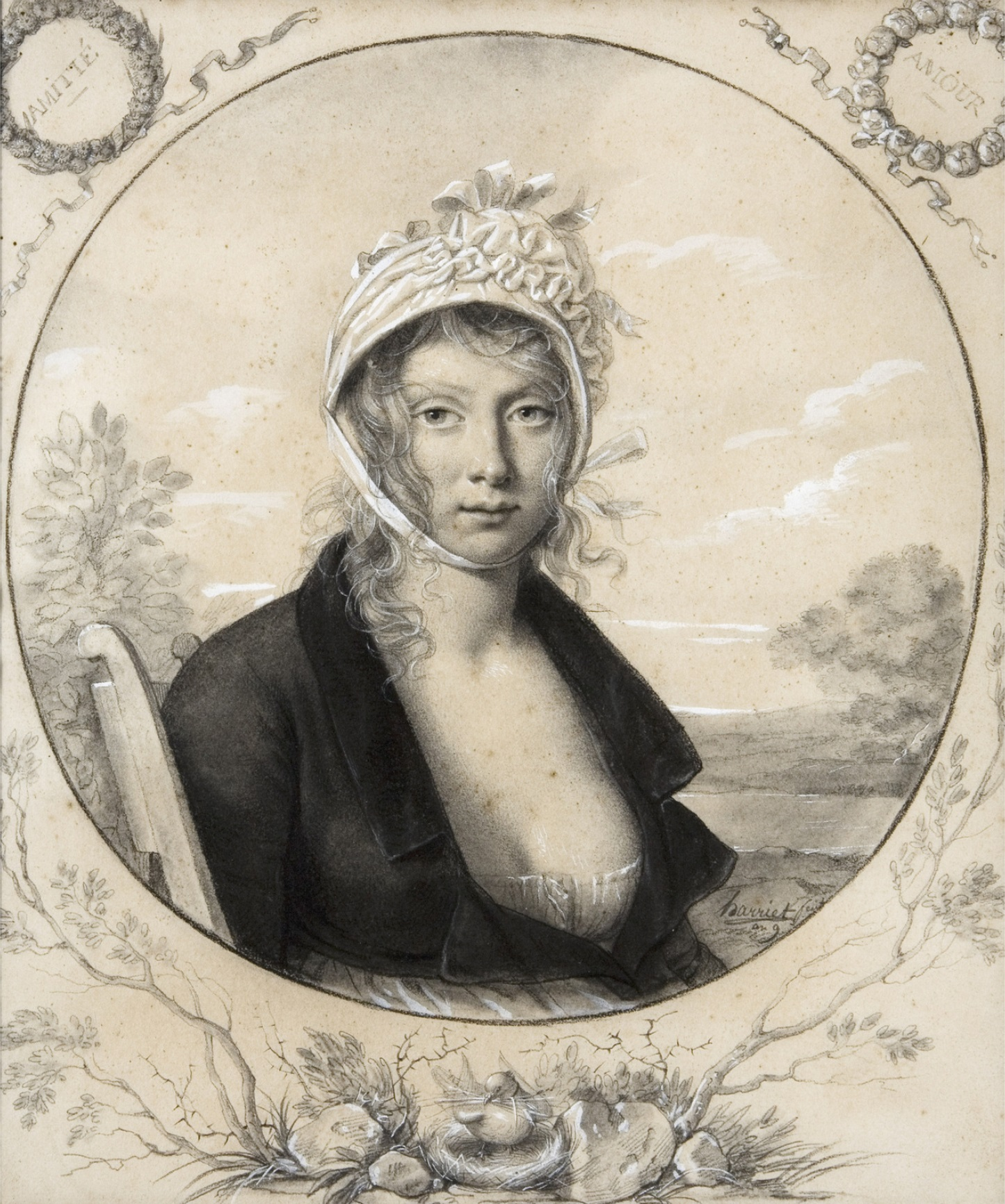
Фюлькран Жан Аррье. Портрет жены художника

Уроженец Парижа. Ученик Жака-Луи Давида, мастер создания картин на античный сюжет. В 1793 году выиграл Римскую премию с картиной на программу «Тело погибшего Брута, привезённое в Рим» (формально Аррье была присуждена Вторая премия, однако в тот год Первая не вручалась). В 1798 году вторично выиграл Римскую премию (Первую) с картиной «Битва Горациев и Куриациев».
Регулярно выставлялся на Парижском салоне с 1796 по 1802 год. Считался талантливым и подающим большие надежды живописцем. Скончался в Риме, не дожив до 30 лет. После этого во Французской академии в Риме, а затем на Парижском салоне 1806 года были организованы посмертные выставки работ художника. На первой из них было, в частности, представлено большое незаконченное полотно «Гораций Коклес защищает Свайный мост».
Художник был женат, имя его жены не уточняется. Гравюры с автопортрета Аррье и парного портрета его жены сохранились в коллекции парижского музея Мармоттан-Моне, местонахождение оригиналов неизвестно.

## Наследие
Известны, по меньшей мере, восемь сохранившихся работ Аррье, включая «Битву Горациев и Куриациев» и карандашный рисунок-автопортрет (шесть — во французских музеях, включая Версаль, седьмая — в музее изящных искусств Кливленда, штат Огайо, восьмая была продана в 1990 году на аукционе Sotheby's и находится в частной коллекции). Ещё как минимум пять или шесть картин (включая «Тело погибшего Брута, привезённое в Рим», автопортрет художника и парный к нему портрет его жены) известны по гравюрам. В Государственном Эрмитаже в Санкт-Петербурге хранятся три экземпляра двух гравюр с картин Аррье (одна повторена дважды) и ещё три гравюры, которые электронный каталог ГЭ отмечает в связи с ним по неизвестной причине.

## Галерея

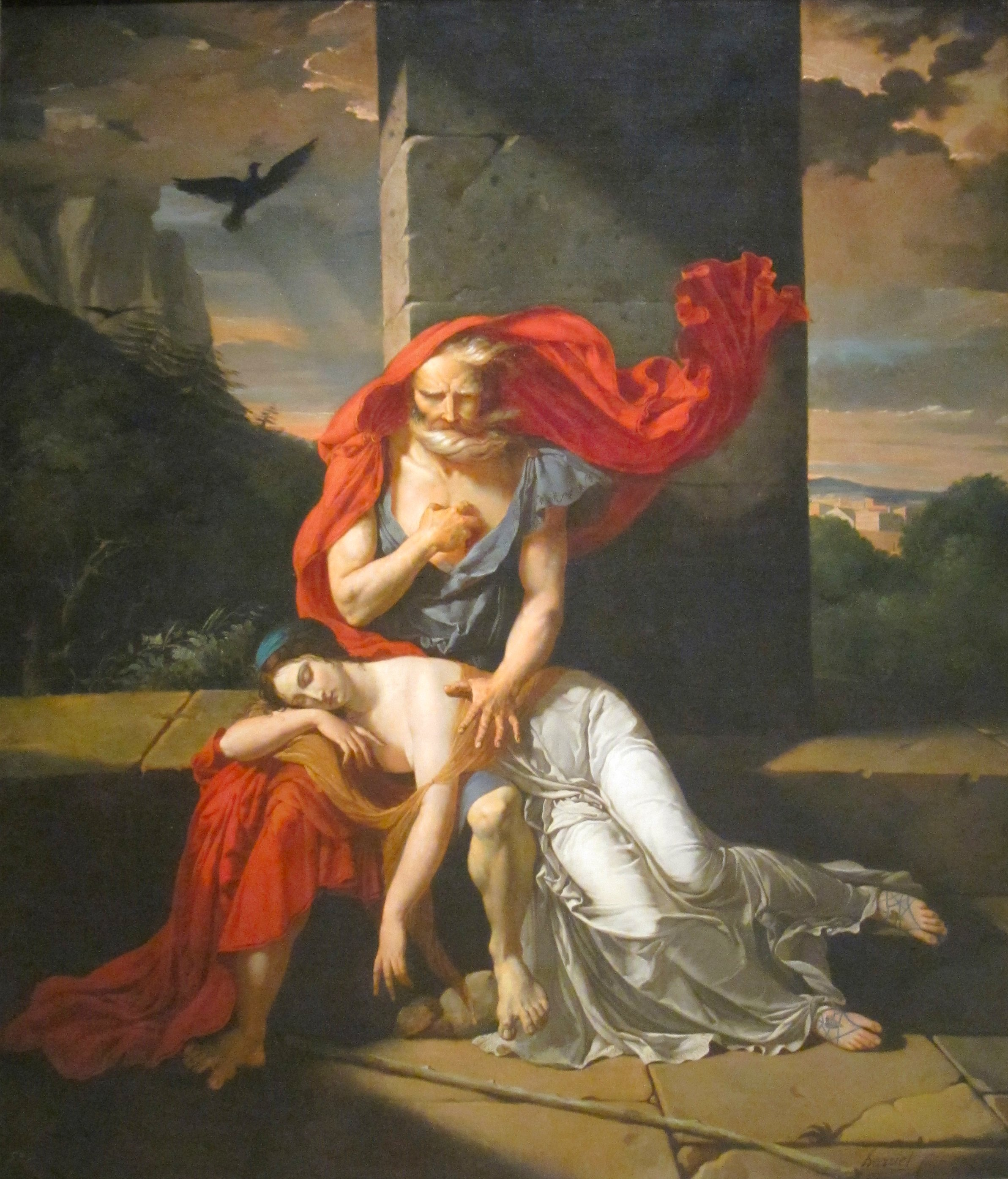
Царь Эдип в Колоне. Музей изящных искусств Кливленда, штат Огайо
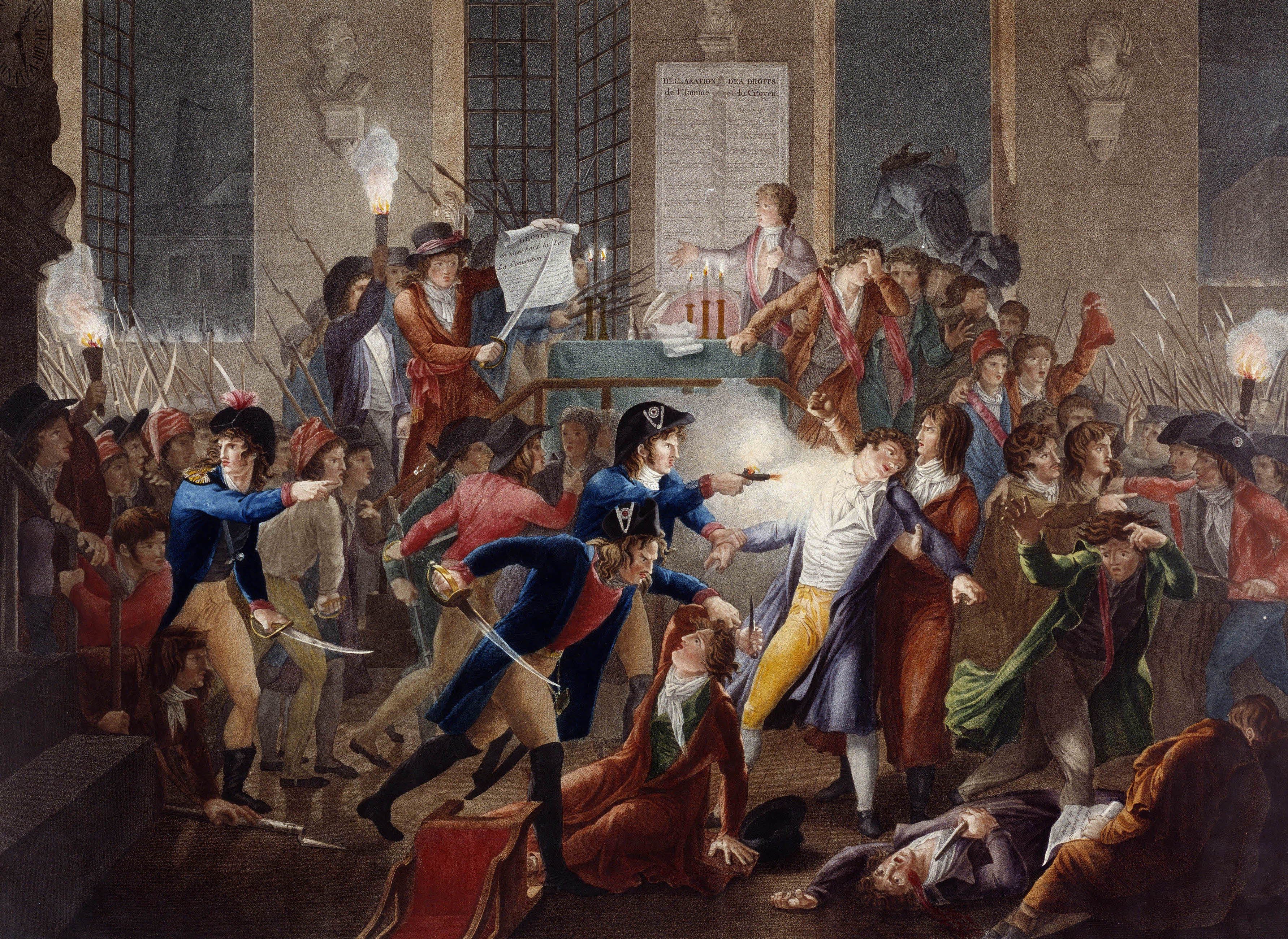
Ночь с 9 на 10-е термидора. Раскрашенная гравюра Жана Жозефа Франсуа Тассара с рисунка или несохранившейся картины. Экземпляр из музея Карнавале, Париж. Черно-белый вариант имеется в Государственном Эрмитаже
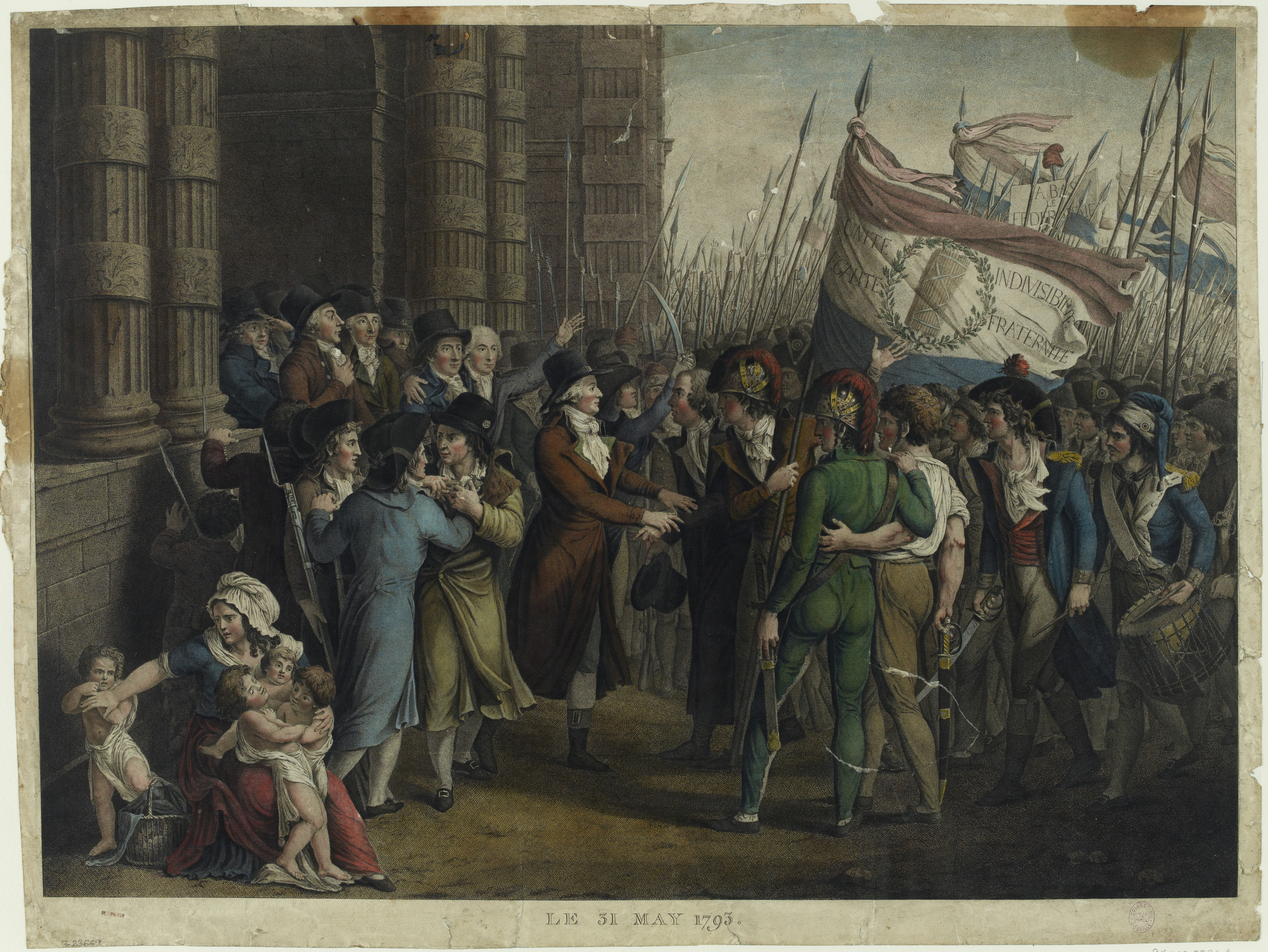
31 мая 1793 года. Свержение жирондистов (Эро де Сешель говорит с народом). Раскрашенная гравюра Жана Жозефа Франсуа Тассара с рисунка или несохранившейся картины. Экземпляр из музея Карнавале, Париж. Два экземпляра черно-белого варианта имеются в Государственном Эрмитаже
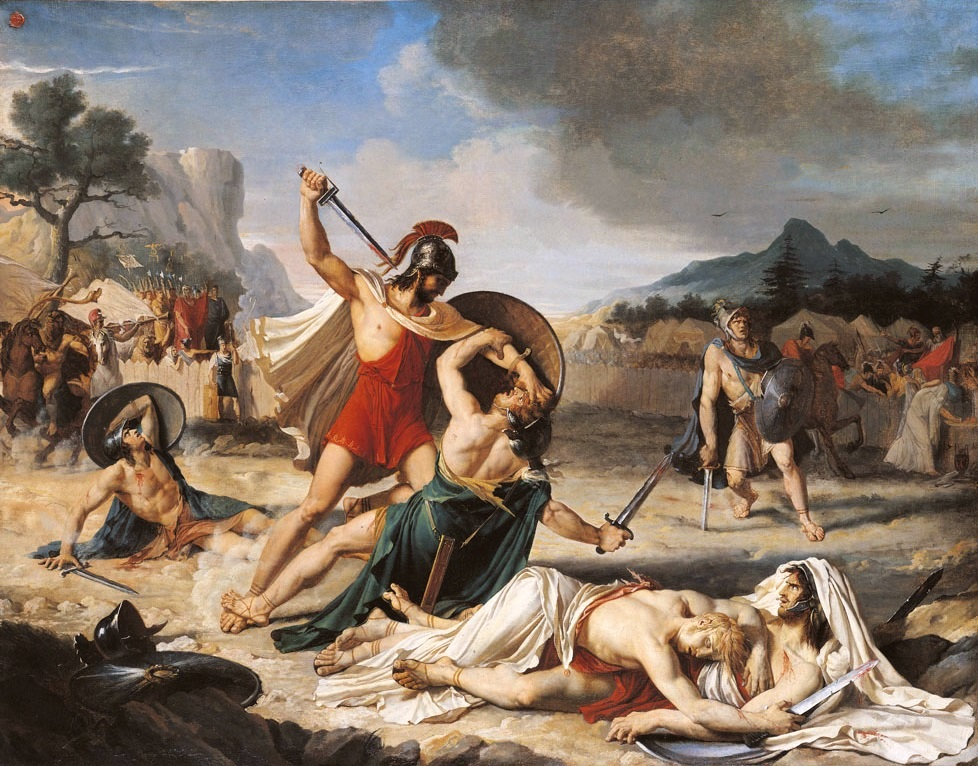
«Битва Горациев и Куриациев». Собрание Школы изящных искусств, Париж
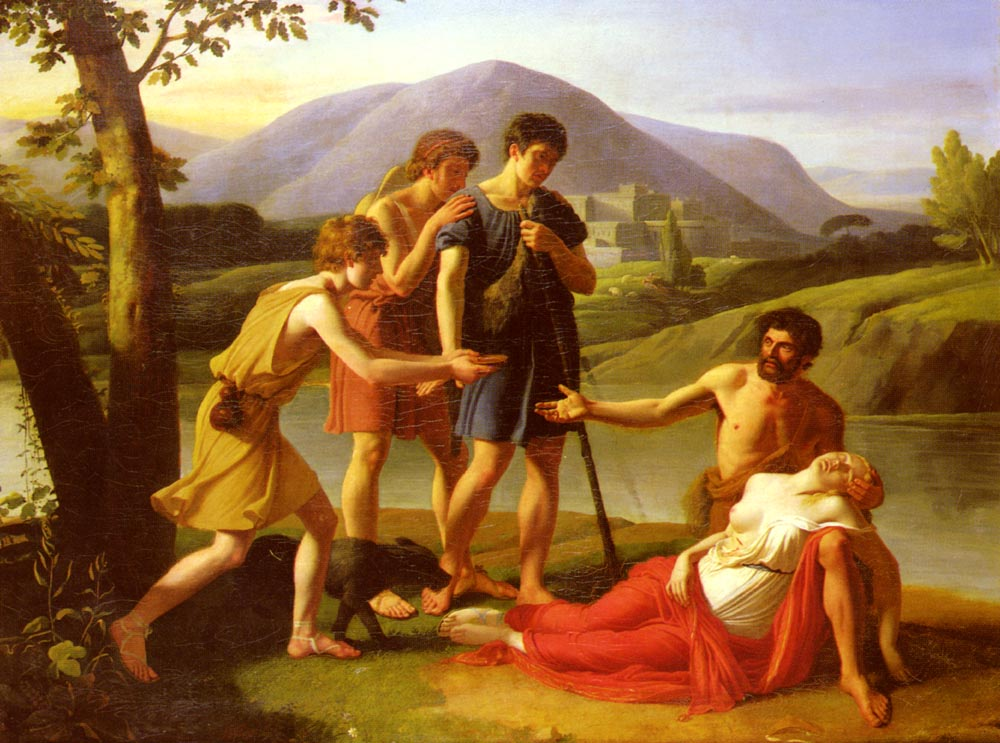
Кефал и Прокрида. Частное собрание.
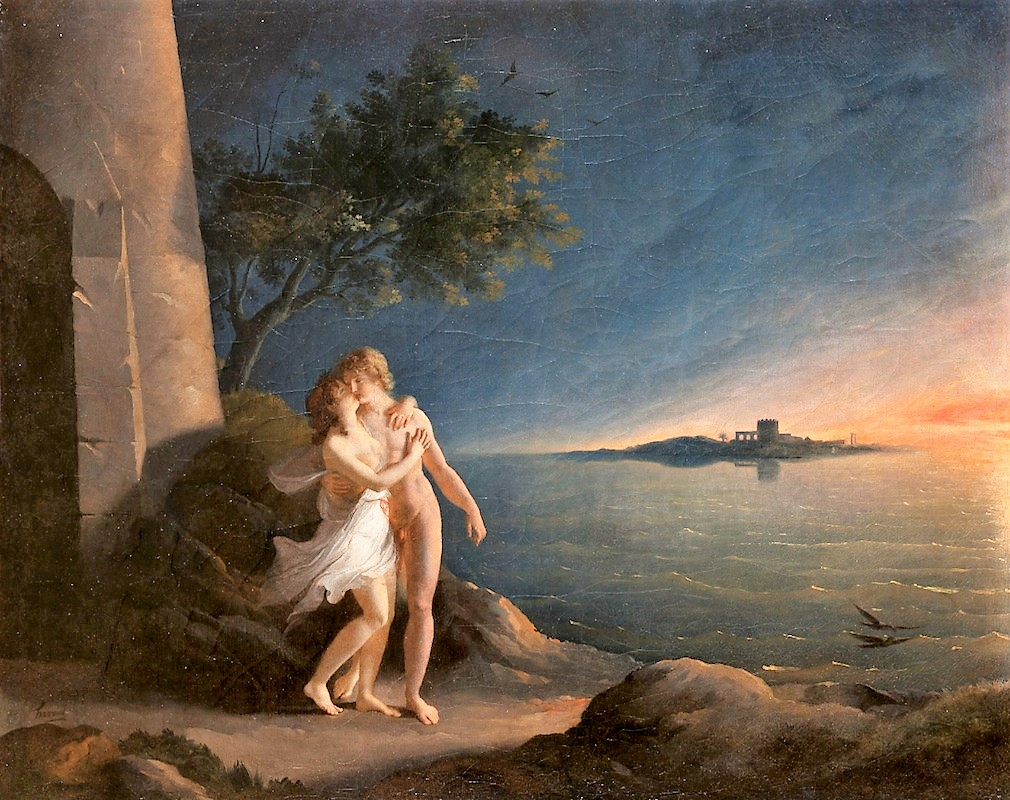
Любовь Геро и Леандра, 1796. Музей изящных искусств (Руан)
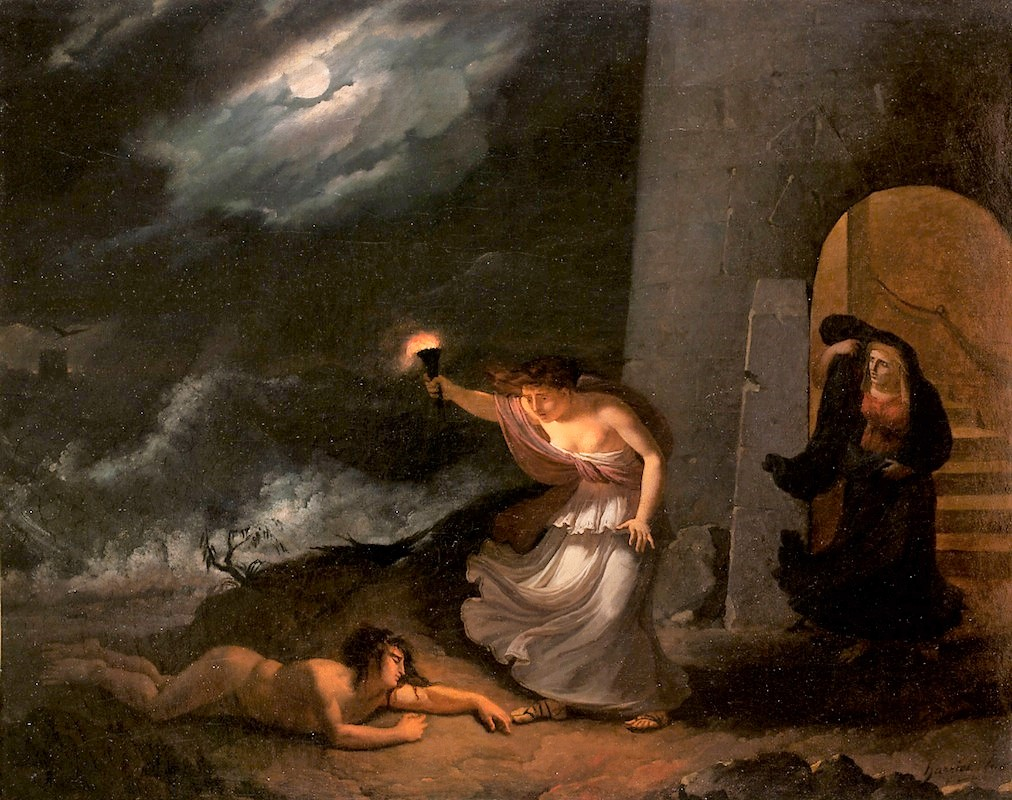
Геро находит тело Леандра, 1796. Музей изящных искусств (Руан). Картина, парная к предыдущей